# マルゼンスキー
マルゼンスキー（1974年5月19日 - 1997年8月21日）は日本の競走馬、種牡馬。
イギリスクラシック三冠馬のニジンスキーを父に持つアメリカからの持込馬として1976年に中央競馬でデビュー。同年の3歳王者戦・朝日杯3歳ステークスを大差でレコード勝ちするなど連戦連勝を続けたが、当時持込馬は多くの競走で出走制限が課されていたことで翌年のクラシック三冠競走には出走できなかった。その後無敗（8戦8勝）のまま1977年末に故障で引退。1970年代に起きた外国車ブームの中で「スーパーカー」の異名を冠された。種牡馬となってからは1988年の東京優駿（日本ダービー）優勝馬サクラチヨノオーなど中央競馬で4頭のGI優勝馬を輩出し、1990年にJRA顕彰馬に選出された。
- 馬齢は2000年以前に使用された旧表記[注 1]に統一する。

## 生涯

### 出生までの経緯
1973年秋、北海道胆振支庁の軽種馬農協青年部がアメリカへの研修旅行を計画したが、直前になってひとり欠員が出て予算に狂いが生じるおそれが出たことから、青年部は牛の仲買人でありパスポートを保持していてすぐに参加が可能であった橋本善吉に同行を依頼した。橋本は少年時代に馬の牧場で10年働いた経験があったが、馬主としてばんえい競馬の名馬・マルゼンストロングホースを購買し競馬の世界に進出したばかりだった。かねて競走馬生産にも着手したいと考えていたことから、橋本はこれを好機と捉えて参加を決定。日程の中に希望者のみのオプションとして組まれていたキーンランドセールに参加した際、調教師の本郷重彦とも知り合った。
橋本と本郷はセール会場において、アメリカの殿堂馬・バックパサーを父に、14勝を挙げたクィルを母にもつ繁殖牝馬シルに目をつける。両者ともその馬体の良さを高く評価し、本郷は「こんなに皮膚のいい馬には生まれてはじめてお目にかかった。小柄だけどバランスがいいし、これは良い馬だ」と感嘆した。橋本は「お尻の部分が発達したクサビ型の体型をした繁殖牛は、必ずいい仔を出して成功していた。この見方が馬に通ずるかどうかはわからないが、人間でも、たとえ小柄でも骨盤が発達している女性は、いい子を産む。母親として優秀な体型というものは、すべての動物に共通するものだと思う」という自身の勘を信じ、セールに同行していた妻の慶子に対して、「見ろよ、あの繁殖牝馬（シル）はお前の若い時にそっくりだ」と囁いた。
しかし、橋本は通訳を兼ねてついて回っていた馬専門の商社マンから、シルの母系が優秀であり、さらにイギリスの三冠馬、ニジンスキーの子を受胎していたことで高額が予想されていることを告げられると「動物と接してきたキャリア」を侮辱された気持ちとなった橋本は「胸ぐらをつかんでブン殴ってやりたい気持ち」を抑えると同時に購買意欲も激しく駆り立てられ、本郷の強い勧めもあり競りに参加した。フランスの調教師と競り合った末、このセールで3番目の高額であった30万ドル（約9000万円。当時）という価格で落札に成功した。橋本は25万ドルでいったところで躊躇し、妻に「やめようか」と問いかけたが、それに対して「欲しいんでしょう?なら買いなさいよ」とけしかけられたことで競りを下りなかったという。尚、シルの競りには社台グループの総帥、吉田善哉も参加していたが、25万ドルの手前で競りから下りていた。また、シルには落札価格の9000万円に加えて手数料、保険、輸送料、関税などがかかり、総額が日本に到着したときには当時としては破格の金額である1億2000万円がかかった。橋本は、現地の酪農業界誌から「有名な日本のウシ屋の橋本氏が、とてつもなく高額なウマを買った。どうやら気が違ったようだ」と紹介されていたという。

### 生い立ち
のち日本へ輸送されたシルは、1974年5月19日、牡馬を出産。橋本は自身の屋号「丸善」からとって牡馬ならば「マルゼンスキー」、牝馬ならば「ミスマルゼン」と名前を考えており、前者に決まった。報せを受けて東京から馬の検分にきた本郷は、第一声で「外向だなあ」と口にした。前脚が膝下から外に曲がっており、正面からみるとA字になるような形を「外向肢勢」といい、マルゼンスキーはそれに該当したのである。しかし全体としては好馬体をもっており、橋本も本郷もその点では高評価を下した。往年の名騎手であった田中康三も本郷の息子・一彦に「あれは走る」と話していたという。また、前述のとおり橋本と同じ競りに参加し、25万ドルの手前で降りていた吉田善哉が、息子の勝己（後のノーザンファーム代表）を伴い「庭を見せてもらいにきた」と口実をつけて、マルゼンスキーを見に来ていたという。
産後10日目から橋本は新聞と雑誌に広告を出して一株300万円を40口・総額1億2000万円のシンジケート会員を募集し、1カ月で満口となった。しかしそれからおよそ2カ月後、ニジンスキーの初年度産駒として評判が高かったニジンスキースターがデビュー戦で12着と敗れたことで会員の離脱が相次ぎ、最終的にシンジケートには8人しか残らなかった。また、「外向」は成長につれて度を増していき、やがて「脚曲がり」と陰口を叩く者が出るほどひどいものとなった。変形の脚部は強い調教に耐えられない可能性が高く、これを見た少なくない者が「良い馬だが、競走馬には仕上がらないだろう」という見解を述べた。そうした一方で、馬術部出身で育成調教を担当していた橋本の息子は、「この馬は跳びも大きいけど、伸びた後脚を戻すのがものすごく速い」と感嘆していたという。

#### 「持込馬」とは
母馬が日本国外で種牡馬と交配され、仔馬を日本で産んだ場合、その仔を「持込馬（もちこみば）」と呼ぶ。マルゼンスキー以前には、日本ダービー優勝のヒカルメイジ、それぞれ天皇賞（春）優勝のハクズイコウ、タイテエムといった持込の八大競走優勝馬がいたが、1971年の貿易自由化に伴い国内生産者への保護政策が実施され、持込馬は外国産馬同様の存在として有馬記念を除く八大競走への出走権を失った。八大競走だけでなく、1976年から77年にかけては、出自を問わず出走可能な「混合競走」は全体の11.7％しか組まれていなかった。1984年から持込馬は国産馬と同様の地位を回復しており、マルゼンスキーは狭間の時代に産まれた持込馬であった。
ライターの阿部珠樹は、持込馬としてのマルゼンスキーについて1995年と2002年にそれぞれ次のように論じている。

### 戦績

#### 3歳時（1976年）
1976年7月、マルゼンスキーは東京競馬場の本郷厩舎へ入る。脚部不安のため強い調教は掛けられなかったが、10月9日に迎えた新馬戦では中野渡清一を鞍上に迎え、当日は1番人気の支持を受ける。このレースではマルゼンスキーと同じ持込馬で、当時のレートで2億2000万円近い価格で落札されたタイプキャストを母に持つタイプアイバー（父サーアイヴァー）も出走し、シルの落札価格と輸入費の総額の1億2000万円と合計した「3億5000万円の共演」として注目を集めた。競馬評論家の大川慶次郎によると、当日は2頭の母の競走実績の差からタイプアイバーの方が期待が高く、マルゼンスキーの前評判は低かったというが、スタートが切られるとマルゼンスキーはすぐに先頭を奪い、そのまま後続に大差（10馬身以上）、タイム差では2秒差をつけて初戦勝利を挙げた。ただし、中野渡によると調教の様子から「セーブしたせいもあるけど、それほど走るとは思わなかった。新馬戦も、ボチボチ勝てるかな、ぐらいの感じだった」という。中野渡は新馬戦で騎乗した時の印象について、「4歳の時のタケシバオーに乗っていたこともあるんだけど、それともちょっと違っていたね」と回顧している。続く条件戦も2着に9馬身差をつけて連勝。いずれも他馬とのスピードの違いに任せて逃げきるという内容であった。
11月21日の府中3歳ステークスでは、北海道3歳ステークスの勝利馬・ヒシスピードと対戦。5頭立ての少頭数で、単勝オッズはマルゼンスキー1.1倍、ヒシスピード6.7倍であった。マルゼンスキーの能力に心酔していた中野渡は、「相手が迫ってくるのを待ってスパートを掛ければいい」とみて悠長なレース運びをしていたが、最後の直線半ばでヒシスピードが一気に並びかけ、慌てて追いだした中野渡マルゼンスキーとヒシスピードの激しい競り合いとなった。両馬並んで入線して写真判定となり、結果はマルゼンスキーがハナ差先着していた。
中野渡はこのレースについて「あれは僕の騎乗ミスです。どう乗っても勝てるんなら、楽に勝とうと思って馬をちょっと抑えたんです。そうしたら機嫌を損ねて折り合いを欠いてしまった」と語り、「マルゼンスキーは調教でもレースでもビッシリ追ったことのない馬だったので、並ばれて追い出すと馬も面食らってしまった。でも、俺の方が馬以上に慌てた。自分の油断で負けたら、次は乗せてもらえないだろう。降ろされたらどうしようと、そればかり考えていた」と述懐している。レース後に中野渡は本郷からひどく怒られ、橋本は乗り替わりを示唆する発言もしたが、橋本は後に同じ本郷厩舎のミスターケイ（3着）との適度な差での1・2着独占を狙い、橋本から中野渡に「あまり離すな」と指示していたのだといい、「負けたら主犯は俺だものね。あのときばかりは、びっしょりと冷や汗をかいた」と回顧している。
12月12日、関東の3歳王者戦・朝日杯3歳ステークスに出走。前走の苦戦を教訓に、調教では初めて一杯に追われ、競走前の本郷から中野渡への指示も「壊れてもいいから行ってみろ。責任は俺が持つ」と全力を出しきることを要求するものだった。マルゼンスキーは常の通りスタートから先頭を奪うと、直線ではヒシスピードを突き放し、同馬に13馬身、2.2秒差をつけて勝利した。走破タイム1分34秒4はコーネルランサーの記録を0.2秒更新する3歳レコードであり、1990年の朝日杯でアメリカ産馬のリンドシェーバーに更新されるまで14年間保持された。中野渡は競走後のインタビューで「馬の上に跨っていただけ。3コーナー過ぎからは、後ろの馬の足音も聞こえなかった」と語った。ヒシスピードに騎乗していた小島太は「ありゃあバケモンだな」と語り、「正直なところ、これで当分（マルゼンスキーと）顔を合わせることもないので、ほっとした気分です」と心情を吐露している。ただし、ヒシスピードの1分36秒6も当時としては水準的なタイムであった。当年の出走はこれで終え、4戦4勝の成績で最優秀3歳牡馬に選出された。

#### 4歳時（1977年）
朝日杯のあと、橋本はマルゼンスキーについて再びシンジケートを組織する。すでに能力を見せたこともあり、一株500万円を50口、総額2億5000万円という価格に設定されたが、すぐに満口となった。このとき最初のシンジケートから離脱した会員の再申し込みもあったが、橋本はこれを全て拒絶した。シンジケートの方針により、マルゼンスキーは最大目標を年末の有馬記念に置き、1978年以降は国外へ遠征するという長期計画が組まれた。
4歳となった1977年はきさらぎ賞を目標とし、その前に中京競馬場のオープン競走に登録したが、マルゼンスキーが出走するという話が伝わると回避馬が続出し、規定頭数に達せず一時は競走不成立の見通しが立った。本郷はせめてファンの前でデモンストレーションを見せようと、朝日杯の優勝レイを中京に持ち込んでいたが、関西の調教師・服部正利が管理下から2頭を出走させて競走を成立させた。服部は中野渡に対して「俺のところの馬を出したんだから、タイムオーバーになるような大差は勘弁してくれ」と話したという。この競走は2着に2馬身半差で勝利した。
マルゼンスキーはこのあと膝を骨折し、3カ月の休養をとる。5月に復帰し、オープン戦で2着に7馬身差を付けて勝利するが、持込馬という出自から日本ダービーへの出走権はなかった。ダービーの当週、中野渡は「日本ダービーに出させてほしい。枠順は大外でいい。他の馬の邪魔は一切しない。賞金もいらない。この馬の能力を確かめるだけでいい」と話したとされる。橋本は裁判も検討していたが、本郷が難色を示したほか、様々な事情も重なりダービー出走は断念された。橋本のもとには「なぜ簡単に諦めるのか」、「なぜ訴えないのか」といったファンからの手紙が何通も届いていたという。これを受けて、JRAは持ち込み馬が「重賞レースに出走できる制限枠を、11レースから78レースに拡大する」等の緩和政策を打ち出した。ところが、これに対して競走馬の生産者団体である日本軽種馬協会が猛反発し、結局緩和策は全面白紙撤回され、翌1978年も従来通りとなってしまった。マルゼンスキーがダービーに出られなかったという問題は、主催者である日本中央競馬会の広報誌『優駿』上でも議論された。以下はその一部である。
6月26日、マルゼンスキーは「残念ダービー」とも称されていた日本短波賞に出走。このレースの前に東京のオープン競走に出走することが予定されていたが、登録馬が4頭しか揃わなかったため不成立となっていた。当日はその姿を見ようと中山競馬場には8万人近い観衆が集まった。この競走にはダービートライアル・NHK杯の勝ち馬であるプレストウコウも出走していたが、マルゼンスキーの単勝オッズは終始1.0倍を示し続けた。スタートが切られるとマルゼンスキーはあっさりと先頭を奪い、最初のコーナーですでに2番手に6～7馬身の差を付けて逃げを打った。しかし第3コーナーから最終コーナーにかけて突然首を高く上げて失速し、2番手からスパートをかけたインタースペンサーに並ばれる。この様子に観衆は大きくどよめいたが、しかし中野渡が肩に鞭を入れると再加速し、直線では独走状態となって2着プレストウコウに7馬身差を付けて勝利した。中野渡は失速の理由について「あの日は馬場が悪かった。それで、大事に馬場のいい外めを選んで乗っていた。そこにインタースペンサーが一気に来て、馬の方がフワッとした気持ちになってしまった」と述べている。なお、2着プレストウコウは秋にセントライト記念、京都新聞杯と連勝の後、クラシック三冠最終戦・菊花賞に優勝している。
のちにマルゼンスキーは北海道に入る。札幌で一戦、函館で一戦し、秋にどこかでもう一戦のあと有馬記念へ、という計画であった。緒戦、札幌での短距離ステークスには、当時最強馬と目されていたトウショウボーイも出走を予定していた。しかし中野渡は「他の出走できるレースがたくさんあるトウショウボーイを傷つける必要はない」とみて、トウショウボーイは絶対に出走してこないと踏んでいたという。中野渡の予想通りトウショウボーイは出走を回避し、短距離ステークスは競走成立下限の5頭立てとなったが、他の相手にもヒシスピード、ヤマブキオーといった一線級のオープン馬がいた。
レースではマルゼンスキーに先んじて牝馬ヨシオカザンが先頭を奪い、マルゼンスキーははじめて2番手を進むことになった。砂が深く敷かれた当時の札幌ダートにあって、前半600メートルのラップタイムは33秒2という異常なハイペースとなったが、マルゼンスキーは苦もなくこれを追走し、中野渡は鞍上で「あの馬にマルゼンスキーを種付けしたら面白い仔ができるかもしれない」などと考えていたという。マルゼンスキーは中野渡が鞭を抜くことなくヨシオカザンをかわしていき、ゴールではヒシスピードに10馬身差をつけて8連勝を遂げた。1分10秒1はレコードタイムだったが、中野渡は「びっしり追っていれば、1分9秒台が出せた」と述べている。
しかし、短距離ステークスの頃のマルゼンスキーの脚部は不穏な状態で、関西の重鎮・武田文吾は「この馬はよくこの脚で持っているな」と話したという。短距離ステークスののち、橋本は函館の巴賞、秋の京都大賞典を経て有馬記念へ向かうプランを公表する。この公表では橋本はさらに、「5歳の春先にオープンを使って日本記録の12連勝を達成し、フランスに渡って環境になじませ、秋は凱旋門賞、ワシントンDCインターナショナルを目標。中野渡に同行してもらう」と発言していた。
マルゼンスキーは函館に移動したが、調教中に中野渡の代役を務めた騎手が御しきれずに埒に衝突し、これが影響して屈腱炎を発症。予定していた巴賞と京都大賞典は使えず、一旦橋本牧場に放牧に出され10月初旬に帰厩し、一時はダービー卿チャレンジトロフィーを使うプランも模索され最終調教まで行われたが、納得がいかない点があったことから断念し、有馬記念へは直行することになる。
有馬記念のファン投票では、後年「TTG」と並び称されるテンポイント、トウショウボーイ、グリーングラスに次ぐ第4位に選出。この3頭らとの対戦に期待が寄せられていたが、12月15日に行われた最終調教において屈腱炎が再発する。この最終調教では落馬負傷で戦線離脱中の中野渡に代わって加賀武見が騎乗しており、調教時計自体は一番時計を出していたものの直線で異常を感じていたという。なお、加賀は前年のダービーの数日前に中野渡に対して「1回でいいんだ。調教で乗せてくれないか」と頼んでいたが、この時は即座に断られたという。症状はごく軽く、獣医師は出走可能との診断を下していたが、橋本が患部に手を当てようとすると脚を上げる仕草をすることから、痛がっていると判断、また本郷も「万が一レースで故障したら元も子もない」との考えで、出走を回避させることになった。
前述の通り屈腱炎の症状は軽いものだったが、マルゼンスキーには宝塚記念と有馬記念以外に出走できる目標レースがなかったことから、種牡馬とするため引退が決まった。通算8戦8勝、2着につけた合計着差は61馬身におよんだ。1978年1月15日に東京競馬場で引退式が行われ、スタンドには「さようならマルゼンスキー。語り継ごうおまえの強さを。讃えよう君の闘志を」との横断幕が掲げられた。日本短波賞時の2番のゼッケンをつけ、負傷の身をおして式に参加し騎乗した中野渡を背にしたマルゼンスキーは、馬場を半周ののち4コーナーから疾走して最後の走りを披露した。挨拶に立った橋本は「この馬は持込馬という宿命にあって、クラシックレースに出られなかったのは非常に残念ですけど、この鬱憤は子供たちで必ず晴らします。クラシックを獲れるような馬を生産してファンの皆様に応えるべく頑張りますから、よろしく応援してください」と語り、拍手喝采を送られた。

### 種牡馬時代
マルゼンスキーは橋本善吉が経営する北海道門別町のトヨサトスタリオンセンターで種牡馬となった。1970年代以降、欧米ではノーザンダンサーの子供たちが猛烈な勢いで大競走を制していき、血統地図を急速に塗り替えつつあった。ニジンスキーを経て祖父にノーザンダンサーを持つマルゼンスキーは日本においてその血統の優秀さを示した最初の馬であり、それだけに種牡馬としての生産界からの注目度・期待度は非常に高いものだった。マルゼンスキーはその期待に違わず、自身のスピードと瞬発力、そして試されることがなかったスタミナを産駒に伝え（吉沢譲治）、初年度産駒からは菊花賞をレコード勝ちしたホリスキーを送り出し、以後宝塚記念優勝のスズカコバン、朝日杯3歳ステークスと日本ダービーを優勝したサクラチヨノオー、菊花賞に優勝したレオダーバンといったGI優勝馬を輩出した。その種牡馬実績が評価され、1990年にはJRA顕彰馬に選出された。
種牡馬ランキング最高成績は1988年の2位（中央3位）。さらに特筆されるのはブルードメアサイアー（母の父）としての実績である。GI競走4勝を挙げたスペシャルウィークを筆頭に、9頭のGIおよびJpnI優勝馬が輩出されており、ランキングでは2位を10回記録。「マルゼンスキー牝馬」は生産者の間で引っ張りだこの存在となり、1996年時点で、北海道日高地方には約170頭が繋養されていたといわれる。これは当時トウショウボーイ牝馬の210頭に次ぐ数字であった。牡馬の後継ではホリスキー、スズカコバン、そして重賞2勝のサクラトウコウらが種牡馬としても健闘した。
1995年に高齢のため種牡馬シンジケートが解散したが、その後も種牡馬としての人気は高く、1997年には70頭への種付けを行っていた。しかし同年8月21日午前4時ごろ、翌年の種付けシーズンに向けた体作りのための軽い運動の最中に突然いなないて倒れ、そのまま死亡した。23歳（旧表記24歳）没。死因は心臓麻痺であった。マルゼンスキーを溺愛していた橋本は自身の次男として弔い、3日後の8月24日、橋本牧場において告別式が行われ、多数の生産者や競馬関係者が参列した。その遺骸は当時まだ健在であった母・シルにも見送られたのち、柩に収められた状態で牧場内に埋葬された。

## 競走成績
| 競走日 | 競走日 | 競走日 | 競馬場 | 競走名       | 距離（馬場）  | 頭 数 | 馬 番 | オッズ | 人気 | 着順 | タイム  | 着差      | 騎手       | 斤量 [kg] | 体重 [kg] | 1着馬（2着馬）       |
| ------ | ------ | ------ | ------ | ------------ | ------------- | ----- | ----- | ------ | ---- | ---- | ------- | --------- | ---------- | --------- | --------- | -------------------- |
| 1976.  | 10.    | 09     | 中山   | 3歳新馬      | 芝1200m（良） | 8     | 1     | 1.7    | 1人  | 1着  | 01:11.0 | 大差      | 中野渡清一 | 52        | 496       | （オリオンダーダ）   |
|        | 10.    | 30     | 中山   | いちょう特別 | 芝1200m（良） | 9     | 1     | 1.3    | 1人  | 1着  | 01:10.5 | 9馬身     | 中野渡清一 | 52        | 502       | （シャダイエッセイ） |
|        | 11.    | 21     | 東京   | 府中3歳S     | 芝1600m（重） | 5     | 3     | 1.4    | 1人  | 1着  | 01:37.9 | ハナ      | 中野渡清一 | 54        | 504       | （ヒシスピード）     |
|        | 12.    | 12     | 中山   | 朝日杯3歳S   | 芝1600m（良） | 6     | 6     | 1.7    | 1人  | 1着  | R1:34.4 | 大差      | 中野渡清一 | 54        | 498       | （ヒシスピード）     |
| 1977.  | 01.    | 22     | 中京   | 4歳オープン  | 芝1600m（良） | 5     | 2     | 1.3    | 1人  | 1着  | 01:36.4 | 2 1/2馬身 | 中野渡清一 | 57        | 508       | （ジョークィック）   |
|        | 05.    | 07     | 東京   | 4歳オープン  | 芝1600m（良） | 5     | 2     | 1.6    | 1人  | 1着  | 01:36.3 | 7馬身     | 中野渡清一 | 57        | 520       | （ロングイチー）     |
|        | 06.    | 26     | 中山   | 日本短波賞   | 芝1800m（不） | 7     | 2     | 1.2    | 1人  | 1着  | 01:51.4 | 7馬身     | 中野渡清一 | 58        | 506       | （プレストウコウ）   |
|        | 07.    | 24     | 札幌   | 短距離S      | ダ1200m（良） | 5     | 4     | 1.6    | 1人  | 1着  | R1:10.1 | 10馬身    | 中野渡清一 | 54        | 512       | （ヒシスピード）     |

- タイム欄のRはレコード勝ちを示す。

## 特徴・評価

### 競走馬として

#### 競走能力への評価
日本競馬史における最強馬との評がある1頭である。日本中央競馬会の機関広報誌『優駿』が創刊50周年を記念して競馬関係者に行った「最強馬」アンケートではシンボリルドルフ、シンザン、タケシバオー、タニノチカラに次ぐ5位となった。1985年に『優駿』読者を対象に行われたものでは6位。ただしこれは5位まで複数記名できる方式で、1位票の数ではシンボリルドルフとシンザンに次ぐ3位であった。
中野渡清一は1991年には「今でも自分はあの馬が日本一強いと思う」、「7つか8つの力で勝っていた」、1999年には「自分が乗ったからというのではなく、日本の最強馬と確信している」、「スピードがケタ違いで勝負根性もあった。ダービーに出ていたら楽勝したと思う」とそれぞれ述べている。ライターの阿部珠樹によると、自身が行った取材で中野渡は「ダービーに出たら、途中で水を飲んでも勝てた」と豪語したことがあったという。本郷一彦によれば、重彦は脚部不安のため思いきった調教ができないことを惜しみ「記録に残っているのは能力の何分の一だ」と吐き捨てるように言ったことがあるという。中野渡はマルゼンスキーに騎乗していた際の心境について「スピードが出すぎてレース中に壊れるんじゃないかという不安」が常に頭の隅にあったといい、「スタートは普通だけど加速してからのスピードが素晴らしく、重心が低いから加速するとスーッと沈むようになる。車なら最高級のベンツっていう感じでしたが、慣れないうちは正直、怖かったですよ」と述べている。
対戦した関係者や競馬評論家からも高い評価を受けている。小島太は「とにかく、あの馬は計り知れない強さがあった。No.1じゃないの」と評し、ヒシスピードに騎乗していた日本短波賞でのマルゼンスキーについて、「ダートだから前の馬の蹴った砂が飛んでくるんだが、マルゼンスキーは他の馬と全然違っていた。顔に当たると痛い、砂の塊が飛んで来るんだ。あんな馬はいない。掻き込みがぜんぜん違っていたんだね」と述べている。当時調教師であった野平祐二は「道悪で走ったときの跳ね上げる泥の高さというのが、もう並の高さじゃない。コーナーワークのときなんか、他の馬の3倍ぐらいバーンと跳ね上がる。（中略）コーナーワークであれだけ力を入れて走ると、たいがいは直線で止まってしまうものだが、あの馬は最後までスピードが落ちなかった」と述懐し、「もうちょっと長く、せめて5歳まで走ってほしかった。あの馬のもつ全能力をこの目で見たかった」と惜しんだ。。生産者の川上悦夫は「スピードが桁違い。そして、スタミナが桁違い。日本でいちばん強い馬がマルゼンスキーだったと信じて疑わない」と述べている。
競馬史研究家の山本一生はその競走能力を「トキノミノル、ナリタブライアンに比べても優るとも劣らず」と評し、競馬評論家の大川慶次郎や大島輝久は、当時もし持込馬が内国産馬と同じ扱いを受けていれば、傑出した成績を残したであろうと述べている。ライターの栗山求はマルゼンスキーの競走能力の高さについて、前述のマルゼンスキーが日本で走ることになった経緯を用いて、「日本の実業団バスケットチームに迷い込んだマイケル・ジョーダンのようなもの」と表現し、他馬との実力差があまりにも開きすぎていたためにライバルと呼べるような馬が日本には存在せず、唯一ライバルと呼べたのは一度も対戦することのなかった同期のアメリカ三冠馬シアトルスルーだと述べている。

#### マルゼンスキーとTTG
対戦の可能性があった1歳上のトウショウボーイ、テンポイント（いずれもJRA顕彰馬）とは「もしも対戦していたら」という仮定がしばしば語られるが、中野渡と橋本善吉はいずれも、「負けなかった」「勝っていた」と主張しており、小島太は上記2頭にグリーングラスを加えた「TTG」との比較を問われ、「そのあたりとは比べものにならない。（中略）どこから見ても、同じ時代の馬とは一段も二段も抜けていた」と評している。栗山求によると現役時代にマルゼンスキーとかかわっていたというある人物と話をした際に、その人物は「トウショウボーイやテンポイントなんてメじゃない。目一杯に仕上げれば、シンボリルドルフとやったってたぶん勝っていたはずだよ」と、確信に満ちた口調と真剣な目をして話したという。一方、トウショウボーイの管理調教師・保田隆芳は「マルゼンスキーとやっても、おそらく負けなかったんじゃないか」と述べている。上述の座談会「正論とミーハー論と」の中でも、トウショウボーイとマルゼンスキーの対戦を期待する会話が交わされていたが、この中では山野浩一が「もし、あの2頭が現在絶好調だとしたら、有馬記念まで待つことなく、その絶好調のときにどこかで対戦する機会がなくちゃおかしい。有馬記念まで無事にいってくれるかどうかが一番心配だもの」と発言していた。『優駿』が2004年に識者へアンケートをとった「年代別代表馬」において、マルゼンスキーは1970年代でテンポイント、トウショウボーイに次ぐ3位となっている。

#### ニジンスキーの代表産駒？
父・ニジンスキーは「20世紀を代表する名馬の1頭」とも評されたが、マルゼンスキーはニジンスキーに非常に似ていたとされ、アメリカからニジンスキーの関係者がやってきた時「ニジンスキーによく似ている。違うのは外向肢勢だけ」と話した関係者がいたという。ニジンスキーを実見したことがある宮原高尚も「マルゼンスキーは父親そっくりの体型」と述べている。ニジンスキーは世界各国で一流馬を輩出したが、日本の競馬界ではマルゼンスキーがその最良の産駒だったのではないかとみる者もいる。イギリスの競馬ジャーナリスト、レズリー・サンプソンは著書『ニジンスキー』の中でマルゼンスキーも代表産駒の1頭として紹介し、「もしマルゼンスキーが日本で走らなかったならば、いったいどれだけの成績をあげられたかは想像するしかないだろう。おそらくチャンピオンとなっていたはずだし、J.O.トビンにとってもシアトルスルーにとっても、きっと難敵だったに違いない」と記している。

### 種牡馬として
同時代においては、日本最大の牧場・社台ファームが擁したノーザンテーストがリーディングサイアーの地位を占めていたが、橋本は種牡馬マルゼンスキーはノーザンテーストよりも上であると信じ、彼我の差は相手をする繁殖牝馬の質の差だとみて「俺にもっと金があったら、ノーザンテーストなんか叩きのめしてやるのに」と口にしていたという。ただし橋本はシルに一度ノーザンテーストを交配しており、このときは受胎に至らなかった。また、サクラトウコウを用いて天皇賞（秋）優勝馬ネーハイシーザーを生産した大道数美も「ノーザンテーストよりマルゼンスキーの方が数段上」だとしている。他方、大川慶次郎は脚部不安の産駒が多かったことを指摘し、「いい仔は出したけれど、平均値をとるとどうかなという思いがある」と述べている。
マルゼンスキーはブルードメアサイアーとしてもノーザンテーストに首位を阻まれ続けたが、血統評論家の吉沢譲治は「ノーザンテーストの血を引く繁殖牝馬を数多く擁する社台ファームが、サンデーサイレンス、トニービンといった一流種牡馬を惜し気もなく配合するのに対して、マルゼンスキーの血を引く繁殖牝馬を擁するのは北海道日高の中小牧場が中心で、配合種牡馬の質は全体にそれよりも落ちる。それでいて、この好成績は立派というほかはない」と評している。なお、2000年に日本馬主協会連合会が馬主を対象に行ったアンケートによる「好きな牝系の血統は」という設問で、「（母父）マルゼンスキー（系）」は「（母父）ノーザンテースト（系）」、「（母父）ノーザンダンサー（系）」に次ぐ3位となっている。

### その他投票などにおける評価
雑誌『Sports Graphic Number』1999年10月号が競馬関係者を対象に行った「ホースメンが選ぶ20世紀最強馬」では票数3票で第6位であった。日本中央競馬会が2000年に行ったファン投票による名馬選定企画「20世紀の名馬大投票」では、32位に選出。『優駿』が独自に選出した「20世紀のベストホース100」にも名を連ねた。また、2010年に『優駿』通巻800号記念として行われたファン投票企画「未来に語り継ぎたい不滅の名馬たち - THE GREATEST HORSES 100」では22位、2015年・2024年にそれぞれ行われた「未来に語り継ぎたい名馬BEST100」では、2015年は37位、2024年は63位となった。

## 種牡馬成績

### 年度別成績
サラブレッド系総合成績
| 年     | 出走 | 出走 | 勝利 | 勝利 | 順位 | AEI  | 収得賞金         |
| 年     | 頭数 | 回数 | 頭数 | 回数 | 順位 | AEI  | 収得賞金         |
| ------ | ---- | ---- | ---- | ---- | ---- | ---- | ---------------- |
| 1981年 | 16   | 53   | 11   | 14   | 211  | 1.35 | 7421万0200円     |
| 1982年 | 52   | 320  | 31   | 58   | 53   | 1.90 | 3億4686万3700円  |
| 1983年 | 65   | 453  | 36   | 68   | 17   | 2.18 | 4億9401万7800円  |
| 1984年 | 98   | 544  | 59   | 101  | 5    | 2.11 | 7億1350万0800円  |
| 1985年 | 114  | 692  | 64   | 122  | 5    | 2.19 | 8億5181万5400円  |
| 1986年 | 110  | 768  | 66   | 113  | 5    | 2.22 | 8億4757万3000円  |
| 1987年 | 123  | 757  | 69   | 133  | 10   | 1.59 | 7億3536万6400円  |
| 1988年 | 130  | 775  | 75   | 136  | 2    | 2.26 | 11億8407万0400円 |
| 1989年 | 141  | 792  | 68   | 117  | 6    | 1.87 | 11億3374万7000円 |
| 1990年 | 133  | 760  | 65   | 108  | 6    | 1.82 | 10億8457万8200円 |
| 1991年 | 132  | 758  | 68   | 126  | 4    | 2.29 | 14億0604万2800円 |
| 1992年 | 103  | 670  | 57   | 97   | 13   | 1.79 | 8億6547万9000円  |
| 1993年 | 114  | 758  | 57   | 105  | 16   | 1.77 | 8億9389万8000円  |
| 1994年 | 113  | 713  | 45   | 78   | 25   | 1.45 | 6億7909万2500円  |
| 1995年 | 109  | 700  | 46   | 70   | 29   | 1.18 | 5億2426万4000円  |
| 1996年 | 92   | 610  | 44   | 72   | 19   | 1.87 | 7億1498万4000円  |
| 1997年 | 98   | 685  | 45   | 67   | 36   | 1.40 | 5億7885万7500円  |
| 1998年 | 87   | 558  | 39   | 68   | 72   | 0.94 | 3億5057万6000円  |
| 1999年 | 89   | 593  | 37   | 75   | 74   | 0.94 | 3億5616万2500円  |
| 2000年 | 92   | 597  | 38   | 81   | 87   | 0.72 | 3億0240万1700円  |
| 2001年 | 76   | 656  | 37   | 92   | 111  | 0.68 | 2億1053万1000円  |
| 2002年 | 48   | 404  | 20   | 46   | 157  | 0.69 | 1億2801万4000円  |
| 2003年 | 24   | 218  | 7    | 13   | 257  | 0.33 | 3012万8000円     |
| 2004年 | 11   | 103  | 3    | 4    | 375  | 0.09 | 383万9000円      |
| 2005年 | 4    | 38   | 2    | 10   | 435  | 0.31 | 449万5000円      |
| 2006年 | 2    | 21   | 2    | 5    | 529  | 0.42 | 319万2000円      |
| 2007年 | 1    | 19   | 0    | 0    | 743  | 0.01 | 3万4000円        |

### 産駒
GI級競走優勝馬
- 1979年産
  - ホリスキー（1982年菊花賞[50]）
- 1980年産
  - スズカコバン（1983年神戸新聞杯 1984年京都大賞典 1985年宝塚記念 1986年京都大賞典[51]）
- 1985年産
  - サクラチヨノオー（1987年朝日杯3歳ステークス 1988年東京優駿[52]）
- 1988年産
  - レオダーバン（1991年菊花賞[53]）

その他重賞競走優勝馬
- 1980年産
  - ニシノスキー（1982年朝日杯3歳ステークス[54]）
  - プロメイド（1984年カブトヤマ記念[55]）
- 1981年産
  - サクラトウコウ（1983年函館3歳ステークス 1986年七夕賞[56]）
- 1982年産
  - ケイファイヤー（1985年クイーンステークス[57]）
  - ブラックスキー（1985年福島記念 1986年新潟記念[58]）
- 1985年産
  - グリンモリー（1987年新潟3歳ステークス[59]）
  - インターアニマート（1989年中京記念[60]）
- 1986年産
  - カリブソング（1990年フェブラリーハンデキャップ 1991年日刊スポーツ賞金杯、目黒記念 1994年ブリーダーズゴールドカップ[61]）
    - 1990年度最優秀ダートホース

  - バリエンテー（1991年京王杯オータムハンデキャップ[62]）
- 1987年産
  - ダイイチオイシ（1989年函館3歳ステークス[63]）
- 1988年産
  - ネーハイビクトリー（1993年中日新聞杯）
- 1989年産
  - ユートジェーン（1991年新潟3歳ステークス[64]）
- 1990年産
  - ダイカツストーム（1995年中山大障害・春[65]）
  - クラウンシチー（1996年京王杯オータムハンデキャップ[66]）
- 1991年産
  - サクラエイコウオー（1994年弥生賞 1996年七夕賞[67]）
- 1998年産
  - タシロスプリング（2000年ファンタジーステークス[68]）

地方競馬重賞勝利馬
- 1979年産
  - マッドマックス（1985・1986年瑞穂賞・岩見沢[69]）
- 1980年産
  - オサイチミカド（1985年百万石賞・金沢、白山大賞典・金沢 1986年開設記念・高崎 1988年白山大賞典・金沢[70]）
  - マルゼンスター（1985年東京盃・大井 1986年東海ゴールドカップ・笠松[71]）
- 1983年産
  - エンゼルスキー（1986年こまくさ賞・上山[72]）
- 1985年産
  - アエロプラーヌ（1988年東京王冠賞・大井、ダービーグランプリ・水沢 1989年川崎記念・川崎[73]）
  - ベストンウイン（1991年ステイヤーズカップ・旭川、金盃・岩見沢[74]）
- 1987年産
  - マスコットキング（1989年青雲賞・大井[75]）
- 1990年産
  - ノイズレスウイナー（1996年さつき賞・上山、おしどり賞・上山、みちのく賞・上山 1997年酒田まつり賞・上山[76]）
- 1997年産
  - リードスキー（1999年エーデルワイス賞・札幌[77]）

### ブルードメアサイアー産駒
GI級競走優勝馬
- 1989年産
  - ライスシャワー（1992年菊花賞 1993年日経賞、天皇賞・春 1995年天皇賞・春）- 父リアルシャダイ[78]
    - 1995年度特別賞
- 1990年産
  - スエヒロジョウオー（1992年阪神3歳牝馬ステークス）- 父トウショウペガサス[79]
    - 1992年度最優秀3歳牝馬

  - ウイニングチケット（1993年弥生賞、東京優駿、京都新聞杯）- 父トニービン[80]
- 1994年産
  - メジロブライト（1996年ラジオたんぱ杯3歳ステークス 1997年共同通信杯4歳ステークス、ステイヤーズステークス 1998年アメリカジョッキークラブカップ、阪神大賞典、天皇賞・春 1999年日経新春杯）- 父メジロライアン[81]
    - 1998年度最優秀父内国産馬
- 1995年産
  - スペシャルウィーク（1998年きさらぎ賞、弥生賞、東京優駿、京都新聞杯 1999年アメリカジョッキークラブカップ、阪神大賞典、天皇賞・春、天皇賞・秋、ジャパンカップ）- 父サンデーサイレンス[82]
    - 1999年度特別賞
- 1996年産
  - プリモディーネ（1998年ファンタジーステークス 1999年桜花賞）- 父アフリート[83]
- 1998年産
  - メジロベイリー（2000年朝日杯3歳ステークス）- 父サンデーサイレンス[84]
    - 2000年度最優秀3歳牡馬

  - ムガムチュウ（2000年北海道3歳優駿 2001年ダービーグランプリ）- 父ティンバーカントリー[85]
- 1999年産
  - メルシータカオー（2004年中山大障害）- 父サクラユタカオー[86]
- 2002年産
  - テイエムドラゴン（2005年京都ハイジャンプ、中山大障害 2006年阪神スプリングジャンプ、京都ハイジャンプ）-父アドマイヤベガ[87]）
    - 2005年度最優秀障害馬

  - ボンネビルレコード（2005年黒潮盃、東京記念 2006年サンタアニタトロフィー 2007年金盃、帝王賞 2008年かしわ記念、日本テレビ盃）- 父アサティス[88]

その他重賞競走優勝馬
- 1986年産
  - オラトリオ（1990年京王杯オータムハンデキャップ）- 父カジュン
- 1988年産
  - メイショウホムラ（1993年フェブラリーハンデキャップ）- 父ブレイヴェストローマン
    - 1993年度最優秀ダートホース
- 1989年産
  - チアズアトム（1994年フェブラリーステークス）- 父トウショウボーイ
- 1990年産
  - ワコーチカコ（1994年エプソムカップ、函館記念 1995年金杯（西）、京都記念）- 父リヴリア
  - マイヨジョンヌ（1996年・1997年新潟大賞典 1996年福島記念）- 父ジェイドロバリー
- 1991年産
  - オースミマックス（1997年小倉大賞典）- 父サクラユタカオー
- 1992年産
  - ユウキビバーチェ（1995年チューリップ賞）- 父トニービン
- 1993年産
  - ロイヤルタッチ（1995年ラジオたんぱ杯3歳ステークス、きさらぎ賞）- 父サンデーサイレンス
  - サクラスピードオー（1996年京成杯、共同通信杯4歳ステークス）- 父サクラホクトオー
- 1994年産
  - シンプウライデン（1996年中京盃、ゴールドウィング賞、ジュニアグランプリ 1997年スプリングカップ、駿蹄賞、名古屋優駿 1998年東海ゴールドカップ 1999年マイル争覇）- 父ワカオライデン
  - トミケンライデン（1997年全日本サラブレッドカップ）- 父ワカオライデン
  - テイエムトッキュー（1999年カブトヤマ記念）- 父タマモクロス
  - オースミジェット（1999年・2000年平安ステークス、名古屋大賞典、マーキュリーカップ 1999年アンタレスステークス）- 父ジェイドロバリー
- 1996年産
  - ヤマノリアル（2003年TCK女王盃、マリーンカップ）- 父リアルシャダイ
- 1997年産
  - ニホンピロスワン（2000年ローズステークス）- 父パラダイスクリーク
  - エリモブライアン（2001年ステイヤーズステークス）- 父ブライアンズタイム
- 1998年産
  - ウインラディウス（2004年京王杯スプリングカップ 2005年東京新聞杯、富士ステークス）- 父サンデーサイレンス
- 1999年産
  - メガスターダム（2001年ラジオたんぱ杯2歳ステークス、2005年中京記念） - 父ニホンピロウイナー
  - ディーエスサンダー（2003年マーキュリーカップ）- 父タヤスツヨシ
- 2000年産
  - サクラプレジデント（2002年札幌2歳ステークス 2003年札幌記念 2004年中山記念）- 父サンデーサイレンス
  - フジサイレンス（2006年東京新聞杯）- 父フジキセキ
- 2001年産
  - モエレエスポワール（2003年札幌2歳ステークス）- 父マジックマイルズ
  - ディアチャンス（2007年マーメイドステークス）- 父タイキシャトル
- 2003年産
  - デンシャミチ（2005年京王杯2歳ステークス）- 父サクラバクシンオー
  - キングトップガン（2011年目黒記念、函館記念）- 父マヤノトップガン
  - エムエスワールド（2012年京都ハイジャンプ、小倉サマージャンプ）- 父ステイゴールド
- 2005年産
  - タケミカヅチ（2009年ダービー卿チャレンジトロフィー）- 父ゴールドアリュール
- 2010年産
  - ソルテ（2016年さきたま杯）- 父タイムパラドックス
- 2011年産
  - アズマシャトル（2015年小倉記念）- 父ゼンノロブロイ
  - トウケイタイガー（2017年かきつばた記念）- 父タイムパラドックス

地方競馬重賞勝利馬
- 1989年産
  - ヤマニンロード（1991年平和賞、全日本3歳優駿 1992年ゴールドカップ）- 父ヤマニン
  - ツキノイチバン（1994年金盃、アフター5スター賞）- 父ミルジョージ
  - ヤマジュンオー（1994年かしわ記念 1998年開設70周年記念）- 父ヤマニンスペキュラ
- 1990年産
  - ブルーファミリー（1992年青雲賞 1993年東京王冠賞、羽田盃、京浜盃、黒潮盃、1994年東京シティ盃）- 父テューター
  - エビスライトオー（1993年サラブレッド大賞典 1994年スプリングカップ、JTB賞、百万石賞、中日杯 1995年MRO金賞、百万石賞、北國王冠）- 父パーフライト
  - ガンガディーン（1994年報知オールスターカップ、東京記念）- 父アンバーシャダイ
  - メジロモネ（1999年東国賞）- 父モガミ
- 1991年産
  - ベストファーザー（1994年北斗盃）- 父シリウスシンボリ
- 1992年産
  - ヒカリルーファス（1994年全日本3歳優駿 1995年ニューイヤーカップ、羽田盃 1996年東京シティ盃、かしわ記念）- 父ノーリュート
  - ミナミノジャック（1998年金盃）- 父トニービン
- 1993年産
  - レイカランマン（1996年北関東ダービー 1997年尊氏賞）- 父ペルセポリスII
  - マッケンリーダー（1999年珊瑚冠賞）- 父ウインザーノット
  - ブラックトルネード（2000年中津記念）- 父ウィニングスマイル
  - スリーパーク（2000年豊栄記念、三条記念）- 父パークリージェント
- 1994年産
  - グランプリクン（1997年ニューイヤーカップ、埼玉新聞杯 1998年金盃）- 父テューター
  - ダイワトニービン（1998年東国賞 2001年東国賞 2002年新春杯）- 父トニービン
  - チェイスチェイス（1999年東北サラブレッド大賞典 2001年道営記念 2002年赤レンガ記念 2003年赤レンガ記念）- 父スリルショー
  - ナショナルスパイ（2000年埼玉新聞杯）- 父ブライアンズタイム
- 1995年産
  - サンクスメモリー（2001年尊氏賞 2003年東国賞）- 父カコイーシーズ
- 1996年産
  - ラッシュスルー（1999年岐阜金賞 2000年スプリング争覇）- 父テンパレートシル
  - マルケイゲイン（1999年東北優駿、不来方賞）- 父ダミスター
  - グレイトセンター（1999年すみれ賞）- 父アンバーシャダイ
  - ベルモントアクター（2002年船橋記念、サンタアニタトロフィー 2003年マイルグランプリ）- 父モガンボ
  - シルバーサーベル（2003年エトワール賞 2004年エトワール賞 2005年エトワール賞、星雲賞）- 父アフリート
- 1998年産
  - マスターワーク（2000年サラ・プリンセス特別）- 父ワカオライデン
  - パワフルダンサー（2003年とちぎ大賞典 2004年八汐賞、宇都宮記念）- 父グルームダンサー
- 1999年産
  - トウショウゼウス（2001年かもしか賞 2002年春蘭特別、北関東皐月賞、奥利根特別 2003年尊氏賞、カネユタカオー記念、穂の香賞、宇都宮記念、とちぎスプリンターズ天馬杯 2004年織姫賞）- 父サンゼウス
  - ディーエスアロー（2002年華月賞）- 父カコイーシーズ
- 2000年
  - ウィンシュール（2002年イノセントカップ）- 父シャンハイ
  - ジョイフルハヤテ（2003年黒潮盃）- 父シャンハイ
  - サンデーバニヤン（2004年大井記念）- 父マーベラスサンデー
- 2001年産
  - ノーススポット（2003年ジュニアクラウン 2004年新緑賞）- 父タイトスポット
  - トミケンウイナー（2003年ジュニアグランプリ 2004年ブルーバードカップ）- 父マジックマイルズ
  - フラワーサークル（2004年春霞賞）- 父サクラバクシンオー
  - シャンハイジャンプ（2004年北斗盃、王冠賞）- 父シャンハイ
  - トレオウオブキング（2005年OROカップ）- 父スターオブコジーン
- 2002年産
  - ダンシングスキー（2005年飛燕賞、九州ダービー栄城賞）- 父デュラブ
  - グレートステージ（2005年園田ダービー、菊水賞、摂津盃）- 父スキャン
  - メイプルエイト（2006年金盃）- 父カコイーシーズ

## 血統表
| マルゼンスキーの血統     | マルゼンスキーの血統                      | マルゼンスキーの血統                      | （血統表の出典）                          | （血統表の出典） |
| 父系                     | ニジンスキー系                            | ニジンスキー系                            | ニジンスキー系                            | [ § 2 ]          |
| 父 Nijinsky 1967 鹿毛    | 父の父Northern Dancer 1961 鹿毛           | Nearctic                                  | Nearco                                    | Nearco           |
| 父 Nijinsky 1967 鹿毛    | 父の父Northern Dancer 1961 鹿毛           | Nearctic                                  | Lady Angela                               |                  |
| 父 Nijinsky 1967 鹿毛    | 父の父Northern Dancer 1961 鹿毛           | Natalma                                   | Native Dancer                             | Native Dancer    |
| 父 Nijinsky 1967 鹿毛    | 父の父Northern Dancer 1961 鹿毛           | Natalma                                   | Almahmoud                                 |                  |
| 父 Nijinsky 1967 鹿毛    | 父の母Flaming Page 1959 鹿毛              | Bull Page                                 | Bull Lea                                  | Bull Lea         |
| 父 Nijinsky 1967 鹿毛    | 父の母Flaming Page 1959 鹿毛              | Bull Page                                 | Our Page                                  |                  |
| 父 Nijinsky 1967 鹿毛    | 父の母Flaming Page 1959 鹿毛              | Flaring Top                               | Menow                                     | Menow            |
| 父 Nijinsky 1967 鹿毛    | 父の母Flaming Page 1959 鹿毛              | Flaring Top                               | Flaming Top                               |                  |
| 母 *シル Shill 1970 鹿毛 | 母の父Buckpasser 1963 鹿毛                | Tom Fool                                  | Menow                                     | Menow            |
| 母 *シル Shill 1970 鹿毛 | 母の父Buckpasser 1963 鹿毛                | Tom Fool                                  | Gaga                                      |                  |
| 母 *シル Shill 1970 鹿毛 | 母の父Buckpasser 1963 鹿毛                | Busanda                                   | War Admiral                               | War Admiral      |
| 母 *シル Shill 1970 鹿毛 | 母の父Buckpasser 1963 鹿毛                | Busanda                                   | Businesslike                              |                  |
| 母 *シル Shill 1970 鹿毛 | 母の母Quill 1956 栗毛                     | Princequillo                              | Prince Rose                               | Prince Rose      |
| 母 *シル Shill 1970 鹿毛 | 母の母Quill 1956 栗毛                     | Princequillo                              | Cosquilla                                 |                  |
| 母 *シル Shill 1970 鹿毛 | 母の母Quill 1956 栗毛                     | Quick Touch                               | Count Fleet                               | Count Fleet      |
| 母 *シル Shill 1970 鹿毛 | 母の母Quill 1956 栗毛                     | Quick Touch                               | Alms F-No.5-g                             |                  |
| 母系(F-No.)              | 5号族(FN:5-g)                             | 5号族(FN:5-g)                             | 5号族(FN:5-g)                             | [ § 3 ]          |
| 5代内の近親交配          | Menow 4×4、BullDog 5×5、Blue Larkspur 5×5 | Menow 4×4、BullDog 5×5、Blue Larkspur 5×5 | Menow 4×4、BullDog 5×5、Blue Larkspur 5×5 |                  |
| 出典                     | 1. 2. 3.                                  | 1. 2. 3.                                  | 1. 2. 3.                                  | 1. 2. 3.         |

### 近親
1. 出典：平出貴昭『覚えておきたい日本の牝系100』
2. 出典資料にある三親等馬までのブラックタイプ（重賞勝利馬）のみ記載する。

- 祖母：Quill（エイコーンステークス、マザーグースステークス、メイトロンステークス、デラウェアステークス）
- 叔父：Caucasus（アイリッシュセントレジャー、サンルイレイステークス、サンセットハンデキャップ）
- 叔母：Last Feather（ムシドラステークス）
- 従兄：Run the Gantlet（マンノウォーステークス、ユナイテッドネイションズハンデキャップ）
- 従妹：Air Distingue（オマール賞）
- 従妹：Eastern Dawn（オマール賞）